# Geografia d'Espanya

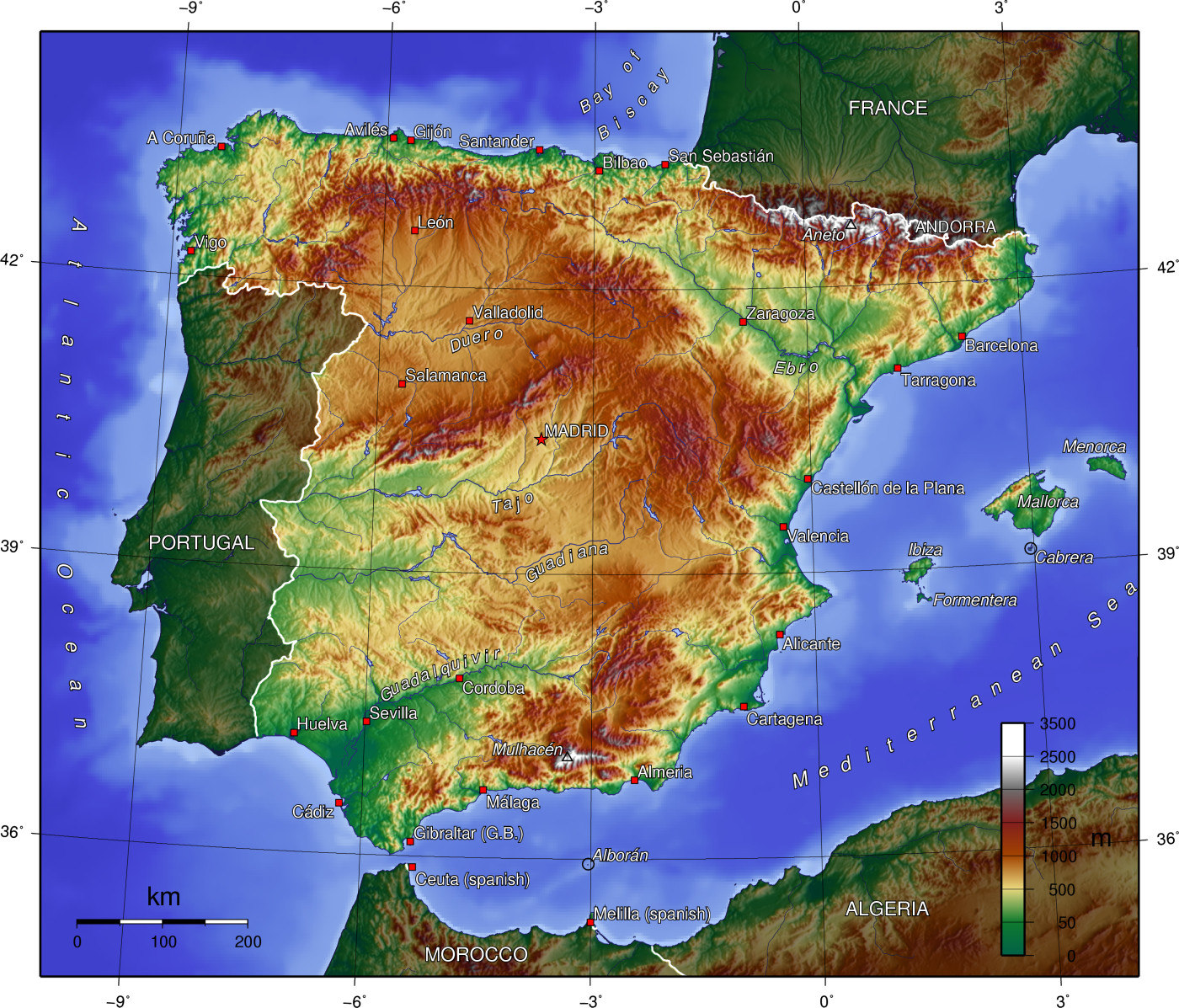
Mapa del relleu de la península Ibèrica

Espanya (nom oficial: "Regne d'Espanya") és un estat transcontinental situat a l'Europa meridional - Europa Occidental i al nord d'Àfrica. A més d'ocupar la major part de la península Ibèrica, Espanya està formada per dos arxipèlags (el de les Illes Canàries a l'oceà Atlàntic i el de les Illes Balears al mar Mediterrani) i dues ciutats autònomes (Ceuta i Melilla) al nord d'Àfrica, a part de diverses illes menors en aquesta zona i altres properes a la península, com el Penyal de Vélez de la Gomera, el Penyal d'Alhucemas, les Illes Chafarinas i l'illot de Perejil. Espanya limita a l'oest amb l'oceà Atlàntic i Portugal, al nord amb el mar Cantàbric, al nord-est amb França i Andorra, a l'altra banda de la serralada dels Pirineus, a l'est amb el mar Mediterrani i al sud amb el Regne Unit a la seva frontera amb Gibraltar, i amb el Marroc, en les fronteres de Ceuta i de Melilla, al continent africà.

## Geografia física
Es troba entre Europa i Àfrica i entre dues àrees d'influència, la del Mediterrani i la de l'Atlàntic que donarà lloc a una important varietat:
- Relleu: es manifesten tots els cicles orogènics i de sedimentació que s'han donat al llarg de la història pel que es manifesten els materials i formes pròpies de cada cicle orogènic.
- Clima: deriva de la seva situació peninsular que estaria exposada a masses d'aire fred i calent, el predomini de cadascuna d'elles donarà un tipus climàtic, al nord hi ha un clima oceànic (més fred i humit) propiciat per les borrasques i mediterrani en el meridional donant un clima sec i càlid.
- Vegetació: influïda pel clima, espècies adaptades a l'aridesa (xeròfila) comuna del sud d'Espanya, adaptades a la humitat (hidròfila) del nord.
- Humana: poblacions que han fet incursions a Espanya com els romans o els musulmans amb millores en el cultiu. La confluència d'aquests pobles és el que ha determinat la cultura i els valors humans.

### Fites geogràfiques
- Punt més septentrional: Estaca de Bares, Mañón, La Corunya.
- Punt més meridional: La Restinga, La Pineda del Hierro, Illa del Hierro, Santa Cruz de Tenerife.
- Punt més occidental: Punta de la Orchilla, Frontera i La Pineda, Illa del Hierro, Santa Cruz de Tenerife.
- Punt més oriental: Punta de la Mola, Maó, Balears

### Relleu

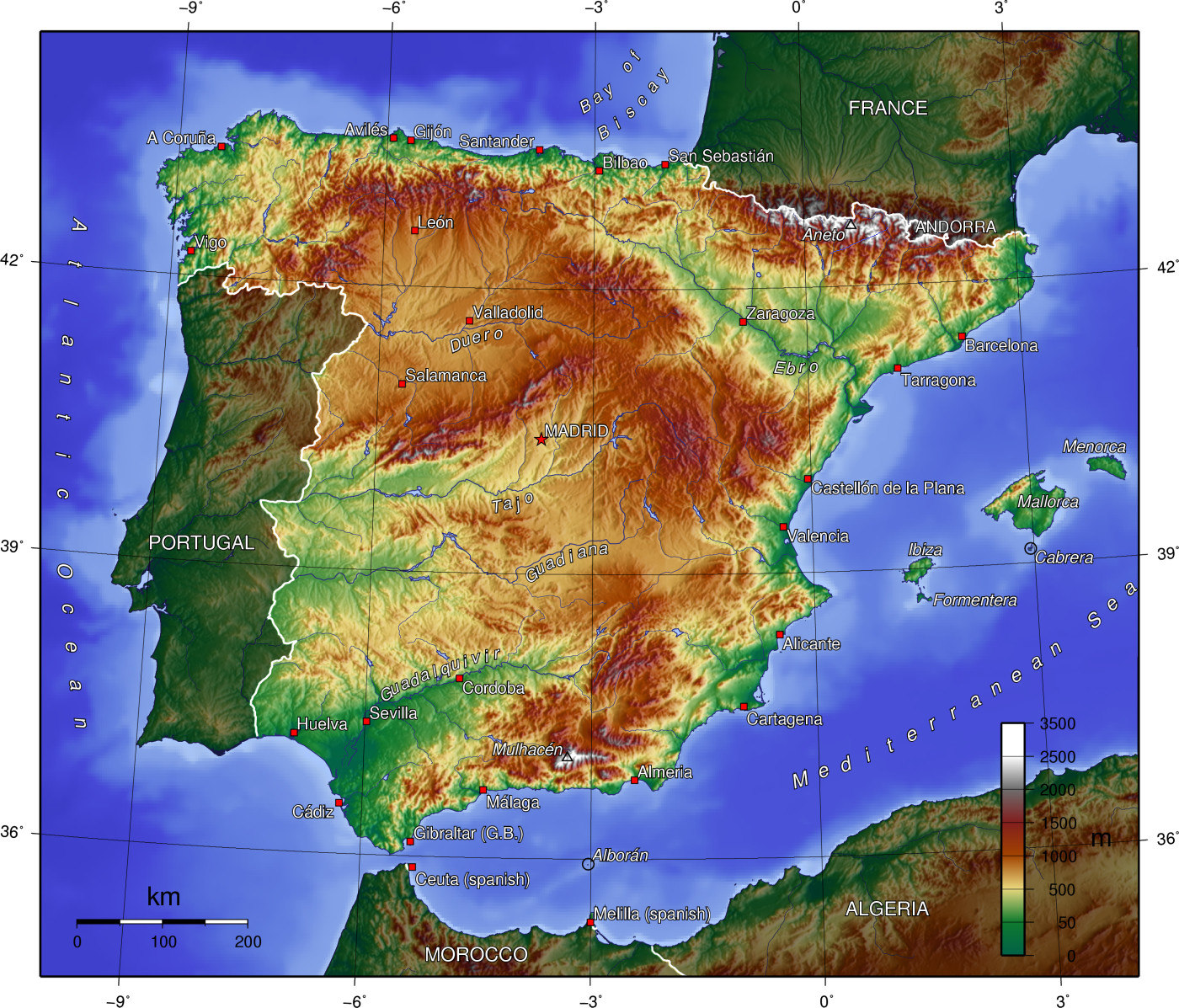
Relleu d'Espanya peninsular i Balears.

El relleu de la península Ibèrica s'articula al voltant d'una gran unitat central, la Meseta Central, d'elevada altitud mitjana (650 m).
La Meseta Central està gairebé totalment envoltada de sistemes muntanyosos:
- Serralada Cantàbrica, al nord.
- Serralada Ibèrica, a l'est.
- Sierra Morena, al sud.

La Meseta està dividida pel Sistema Central, el qual s'estén des de la serralada Ibèrica fins a Portugal. Comprèn, d'est a oest:
- Ayllón
- Somosierra
- Guadarrama
- Malagón
- Serra de la Paramera
- La Serrota
- Serra de Villafranca
- Serra de Gredos
- Sierra de Béjar
- Sierra de Francia
- Serra de Gata
- Serra da Estrela

Al sud del Sistema Central:

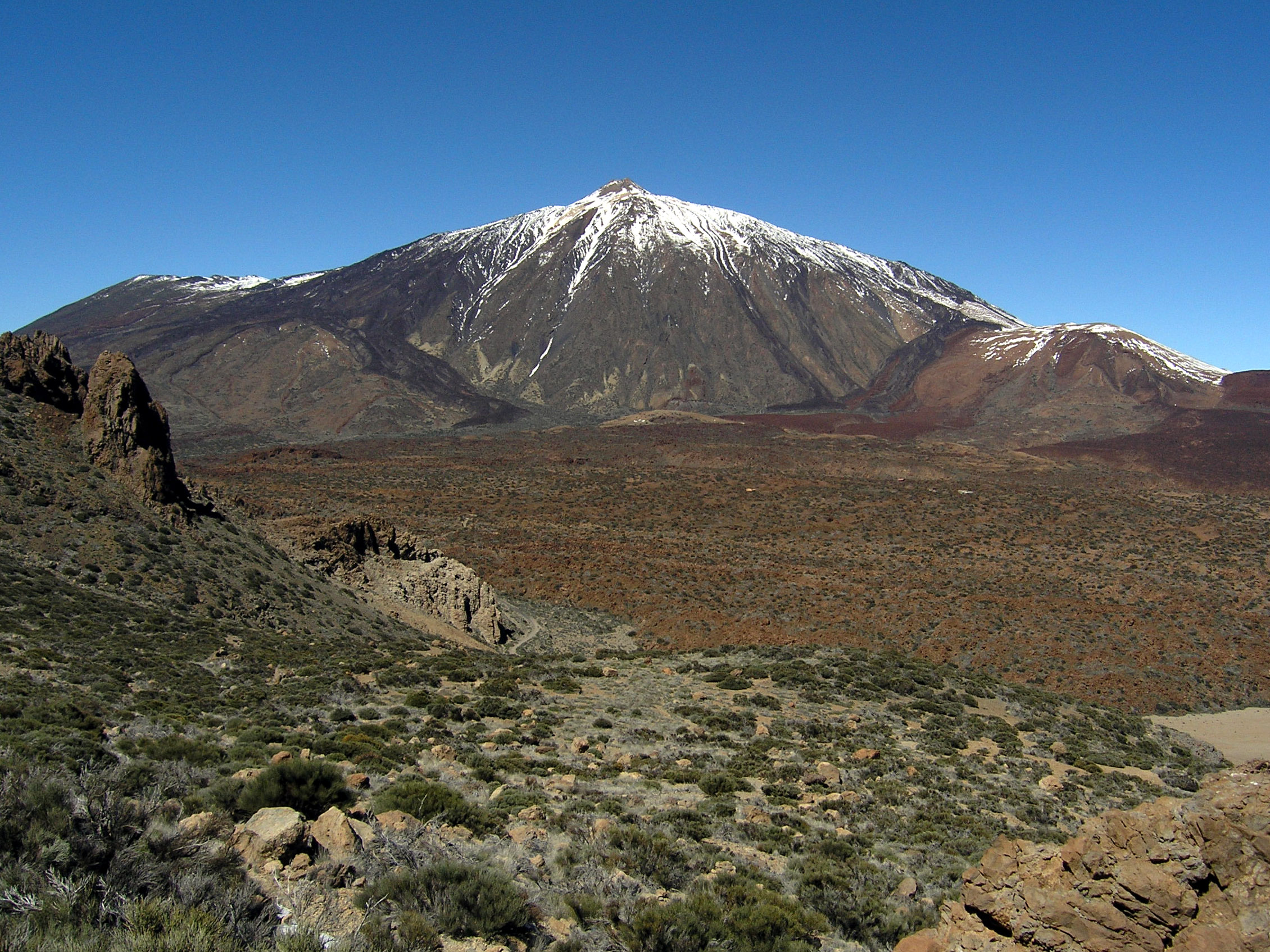
El Teide, (Tenerife). Màxima altitud de la geografia espanyola.

- Muntanyes de Toledo que culminen a la serra de Guadalupe (1603 m).

El límit septentrional de la Meseta:
- Massís Galaic
- Serralada Cantàbrica, la qual culmina en els Pics d'Europa (2648 m).

La serralada Ibèrica, que tanca la Meseta en direcció nord-oest-sud-est separant-la de la depressió de l'Ebre, forma successivament les serres:
- Muntanyes d'Oca
- Serra de la Demanda
- Serra de Cameros
- Cebollera
- Picos de Urbión
- Moncayo (2.313 m)

Al sud-est s'estén la Depressió de Terol, que divideix la serralada en una cadena occidental:
- Serra d'Albarrasí
- Muntanyes de Conca

I una oriental:
- Serra del Maestrat (2.024 m)

El sector meridional de la Meseta està limitat per Sierra Morena: 
- Serra Madrona (1.323 m)
- Despeñaperros

El Pirineu, a l'istme que uneix la península Ibèrica amb el continent, presenta els cims més destacats:
- Aneto (3.404 m)
- Posets o Llardana (3375 m)
- Pica d'Estats (3115 m)

Al Prepirineu:
- Serra del Cadí (2.642 m)

Al sud, les Serralades Bètiques es divideixen en dos grans conjunts:
- La Serralada Penibètica i les Serralades Subbètiques.

Serralada Penibètica:
- Sierra Nevada (Espanya), amb la màxima altitud de la península, el Mulhacén (3.478 msnm).
- Sierra de les Nieves
- Grazalema
- Serra d'Almijara
- Tejeda
- Sierra de los Filabres / Serra de Basa
- Gádor
- Sierra Alhamilla

Serralades Subbètiques:
- Cazorla
- Serra Màgina
- Sierra del Segura (1967 m)
- Sierra de Castril
- Sierra de María / Serra d'Orce
- Sierra de les Estades

#### Relleu insular
D'una banda hi ha l'arxipèlag balear i per una altra l'arxipèlag canari.
Relleu de les Illes Balears
El relleu de les illes de l'arxipèlag és variat.
- Mallorca
  - Serra de Tramuntana al nord, aquí es troben els cims més alts de totes les illes que són: el Puig Major (1445 m), el puig de Massanella (1348 m), el Puig dels Tossals Verds (1115 m), el Puig de sa Rateta, el Puig Tomir (1103 m), el Puig de l'Ofre i el puig des Teix.
  - Serres de Llevant al sud-est amb el pic de Sa Talaia (561 m)
- Menorca

És una illa gairebé plana en la seva meitat sud i amb pujols de menys de 300 msnm en el seu vessant nord. Només El Toro aconsegueix 355 m.
- Eivissa

Té un relleu de formes suaus.
Les màximes altituds són: Sa Talaiassa (475 m), el Puig Gros (415 m) i el Puig Fornàs (410 m).
Relleu de les Illes Canàries
L'arxipèlag canari, situat en l'escorça oceànica de la placa litosfèrica africana. L'arxipèlag és d'origen volcànic, existint diverses teories inexactes que pretenen explicar aquesta formació. Les illes es caracteritzen per les seves elevades muntanyes comparades amb la seva extensió superficial. Des de la base oceànica, algunes superen els 6.000 m d'altitud. A les illes més orientals, que són les més antigues, abunden les roques sedimentàries i d'origen coral·lí, mentre que en les occidentals són molt comunes les manifestacions volcàniques. Les illes no presenten rius en general, només La Palma i La Gomera posseeixen rierols permanents, encara que en totes sí que són molt abundants els barrancs que corren esporàdicament. Els principals pics són:
- Tenerife

El Teide (3.718 m)
Pico Viejo (3.135 m)
Muntanya Blanca (2.750 m)
Alt de Guajara (2718 m)
Roque de l'Esquerda (2.576 m)
- La Palma

Roque de los Muchachos (2.426 m)
- Gran Canària

Pico de las Nieves (1.949 m)
Roque Nublo (1.813 m)

### Hidrografia

#### Rius
Vessant cantàbric
- Bidasoa
- Nervión
- Riu Deva
- Sella
- Riu Deva
- Nalón
- riu Navia

Vessant atlàntic
- Tambre
- Ulla
- Miño (310 km)
- Duero (895 km)
- Tajo (731 km) (275 km a Portugal) sencer mesura 1.007 km
- Guadiana (778 km)
- Odiel
- Negre
- Guadalquivir (657 km)
- Guadalete (157 km)

Vessant mediterrani
- Muga

- Fluvià
- Ter (208 km)

- Ridaura

- Tordera

- Besòs
- Llobregat (170 km)
- Ebre (910 km)
- Millars (156 km)
- Palància (85 km)
- Túria (280 km)
- Xúquer (498 km)
- Serpis (75 km)
- Vinalopó (81 km)
- [[[Segura (riu)|Segura]] (325 km)
- Almanzora
- Andarax
- Adra
- Guadalfeo (71 km)
- Guadalmedina (47 km)
- Guadalhorce (166 km)
- Guadiaro

#### Llacs i llacunes d'Espanya
- Albufera de València
- Llac de Sanabria
- Llac de Banyoles
- Laguna de Gallocanta
- Llacuna de la Zaida
- Llacunes de Ruidera

#### Costes

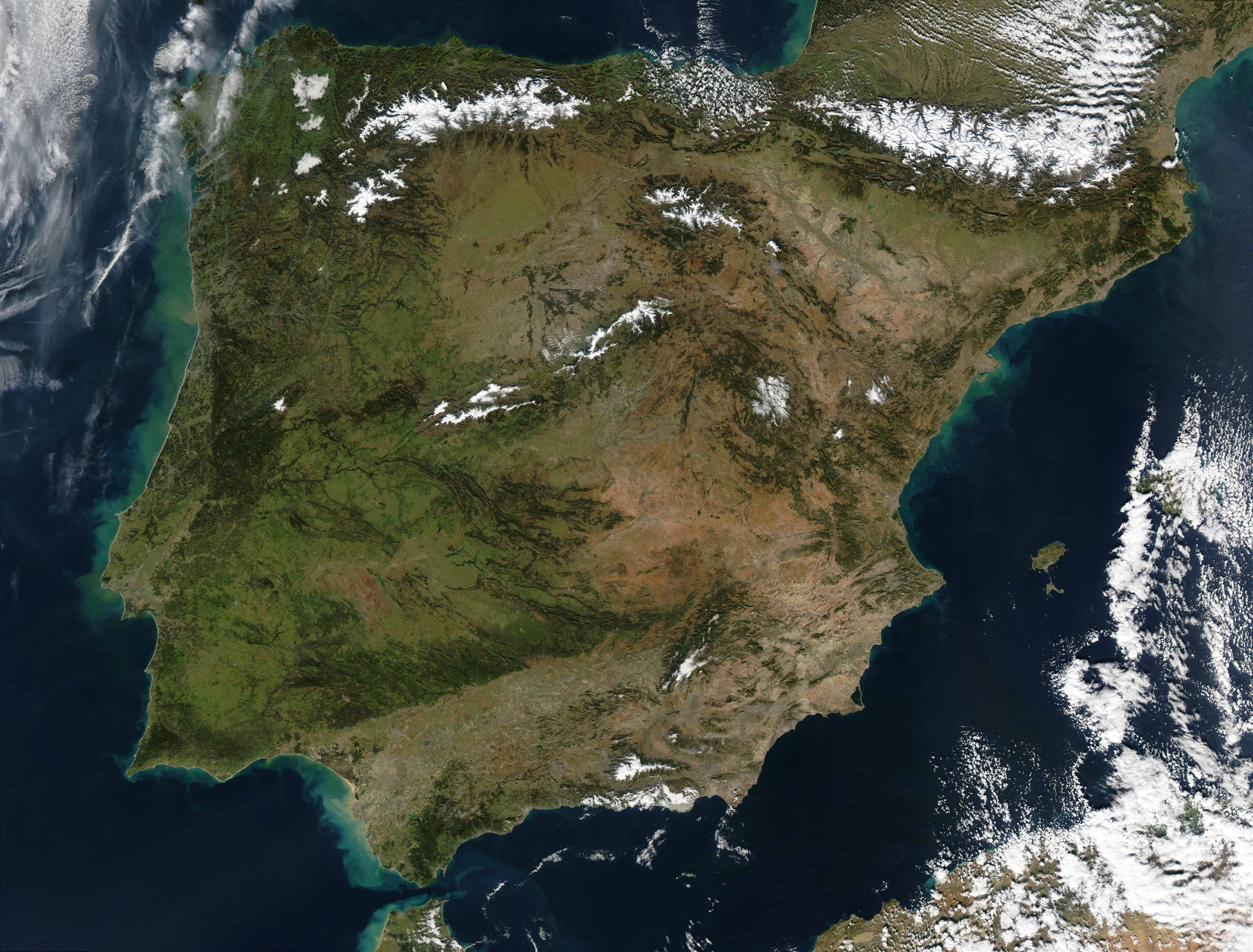
A la vista des del satèl·lit de la península Ibèrica s'aprecia que la major part de la seva costa és oberta i rectilínia.

La part peninsular d'Espanya posseeix uns 3.167 km de costa. Als que caldria afegir els 956 del litoral portuguès, per completar el litoral peninsular. En aquest traçat, si prescindim de la costa bastant articulada de Galícia, i malgrat els ovals mediterranis, no hi ha grans entrants ni racons.
Ja els antics van observar la diferent tonalitat de les aigües costaneres, al mar Mediterrani, blau intens: a l'oceà Atlàntic, verd, però l'oposició també es dona en la forma de la costa: d'una banda a l'Atlàntic predomina la línia recta, la marea àmplia, hi ha llargs sectors de rius i canons submarins. Al mediterrani, els arcs substitueixen les línies rectes, no hi ha marees apreciables, només algunes ries sobre cales, però molts deltes i llargues platges.
El cap de Sant Vicent es pot considerar com el punt de separació d'una forma de costa i una altra, inclòs el golf de Cadis a les mediterrànies per les seves especials característiques més properes a aquestes que a les atlàntiques.
Al Cantàbric, al llarg d'uns 770 km la costa té direcció est-oest, és rectilínia, i el seu traçat reflecteix un gran accident geològic orientat en la mateixa direcció, la Serralada Cantàbrica. A Galícia descriu un gir de 90° i pren la direcció nord-sud, fins a la punta del cap de San Vicente, a Portugal. Aquesta costa és també rectilínia en altres 800 km. A partir d'aquí el contorn litoral és més sinuós i comencen els ovals mediterranis o grans arcs que s'inicien amb el golf de Cadis, segueix l'oval del mar d'Alborán, aquí la costa torça cap al nord-est i dibuixa altres dos ovals molt oberts entre els caps de Gata i Palos i entre aquest i el de la Nau i finalment el dilatat i obert golf de València, que podem considerar que acaba amb el sortint del delta de l'Ebre. A partir d'aquí la costa torna a ser bastant rectilínia i corre gairebé paral·lela a la Cadena Costanera Catalana fins al cap de Begur, on s'endinsa per formar el golf de Roses, estès fins al cap de Creus.
Caps
- Higuer (Guipúscoa)
- Machichaco (Biscaia)
- Cabo de Ajo (Cantàbria)
- Cap de Peñas (Astúries)
- Estaca de Bares (La Corunya)
- Ortegal (La Corunya)
- Touriñán (La Corunya)
- Finisterre (La Corunya)
- Cap Trafalgar (Cadis)
- Tarifa (Cadis)
- Gata (Almeria)
- Palos (Múrcia)
- la Nau (Alacant)
- Sant Antoni (Alacant)
- Cap de Creus (Girona)

Golfs
- Golf de Biscaia
- Golf de Cadis
- Golf de Mazarrón
- Golf d'Almeria
- Golf d'Alacant
- Golf de València
- Golf de Roses
- Golf de Lleó

### Clima
A la península Ibèrica hi ha multitud de climes a causa de l'orografia i la disposició de les costes, de manera que es pot parlar de microclimes locals en moltes ocasions. A grans trets ens trobem amb:
- Clima atlàntic: es dona a Galícia, Astúries, Cantàbria, País Basc i Navarra. Es caracteritza per les precipitacions abundants repartides al llarg de l'any i temperatures suaus tant a l'hivern com a l'estiu (La Corunya: 10,4 °C al gener, 19,2 °C a l'agost i 1.008 mm; Bilbao: 7,1 °C al gener, 20,3 °C a l'agost i 1.195 mm).
- Clima oceànic continental: es dona a Castella i Lleó, Madrid, La Rioja, Castella-la Manxa, Extremadura i Andalusia. És un clima de precipitacions més escasses, concentrades a l'hivern i major oscil·lació tant diària com interanual. A les zones de major altura es donen hiverns molt freds i estius temperats (Soria: 2,9 °C al gener, 20,0 °C al juliol), mentre que al sud i zones baixes els hiverns són més suaus i els estius molt calorosos (Còrdova: 9,2 °C al gener, 27,2 °C al juliol).
- Clima continental: o mediterrani d'interior es dona a l'Aragó, Catalunya, País Valencià, Múrcia, Castella-la Manxa i Andalusia. Les precipitacions són escasses i es donen sobretot a la primavera i a la tardor. Segueix la mateixa tendència tèrmica que l'oceànic continental (Múrcia: 10,1 °C al gener, 26,7 °C a l'agost). Les oscil·lacions tèrmiques diàries en algunes zones arriben a ser de més de 25 °C.
- Clima mediterrani: es dona a Catalunya, Balears, País Valencià, Múrcia i Andalusia. Les precipitacions són escasses, es concentren sobretot a la tardor (de vegades de forma torrencial) i van disminuint de nord a sud des del mediterrani humit a l'àrid (Barcelona 640 mm, Tortosa 524 mm, València 454 mm, Alacant 336 mm, Almeria 196 mm). Les temperatures són suaus a l'hivern i càlides a l'estiu, amb una oscil·lació menor que en els climes continentals però major que en l'oceànic (Barcelona: 8,9 °C al gener, 23,6 °C a l'agost, Alacant: 11,5 °C al gener, 25,5 °C a l'agost).
- Clima subtropical: es dona a les Canàries i a la costa oriental d'Andalusia (Costa del Sol), i es caracteritza per les temperatures suaus durant tot l'any i la inexistència d'un hivern tèrmic. Les precipitacions varien molt depenent de l'orografia de la zona.

### Medi ambient

#### Flora

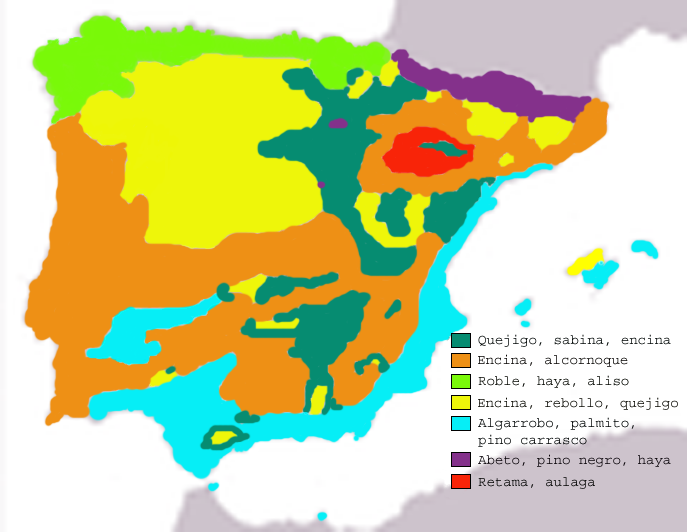
Ocupació ideal dels boscos ibèrics.

El seu aïllament geogràfic ha permès el desenvolupament d'una flora i fauna característiques que inclouen un important nombre de tàxons endèmics.
La vegetació de la península Ibèrica es classifica en quatre grups:
- Vegetació de l'Espanya humida: bosc atlàntic típic, amb roures i faigs, així com prats.
- Vegetació de l'Espanya seca: bosc mediterrani, amb arbres com l'alzina, la surera i el pi, i arbustos (carrasca, estepa), incloses aromàtiques com la farigola, l'espígol, la ginesta o el romaní.
- Vegetació de muntanya segons la seva altitud: alzina, surera, roure, castanyer, prat.
- La flora de les illes Canàries, on existeix una vegetació subtropical molt marcada per les diverses altituds: al litoral, palmes, en el medi, la laurisilva i als cims, el pi canari.

La flora peninsular, per les seves condicions bio-històriques, geogràfiques, geològiques, orogràfiques, etc., és una de les més riques i variades de tot Europa, sols comparable a la de països mediterranis com Grècia i Itàlia; es calcula que inclou més de 8.000 espècies distintes de plantes, moltes d'elles exclusives (endemismes).
El mediterrani, se sap avui, ha estat sotmès en el passat a grans alteracions de clima i vegetació, unit a unes variacions, a vegades molt grans, en el nivell del mar i a variacions en les posicions relatives de les masses continentals (placa europea i africana). Amb l'entrada de plantes i l'aïllament, a causa de les fluctuacions marines o a les periòdiques glaciacions, es pot trobar una variada diversitat d'espècies vegetals.
La península Ibèrica, situada en una important via de pas entre Àfrica i Europa, es va veure enriquida amb l'arribada, segons canviava el clima, de plantes estepàries, termòfiles, xeròfiles, oròfiles, boreo-alpines, etc., moltes de les quals aconseguiren mantindre's després, gràcies a la diversitat de mitjans que existeixen en les serralades, que els permiteixen pujar en altitud si el clima es va fent més càlid, o descendir si es torna més fred. La complexitat geològica de la majoria de les muntanyes ibèriques, especialment de les Bètiques, Sistema Ibèric i Pirineus, augmentà encara molt més el nombre de nous mitjans amb què adaptar-se i va fer possible la diversitat i riquesa de la flora actual.
La regió eurosiberiana està representada per la zona atlàntica, que s'estén des del nord de Portugal, Galícia, Principat d'Astúries, Cantabria, País Basc i Pirineus occidentals i centrals. Es caracteritza per un clima humit, suavitzat per la influència oceànica, amb hiverns temperats i amb una estació seca poc accentuada. La seva àrea principal s'estén pel nord de Portugal, la major part de Galícia, Principat d'Astúries, Cantabria, País Basc, nord-oest de Navarra, i Pirineus occidentals. No obstant això, la seva influència en forma de comunitats o espècies concretes s'estén en molts punts cap a l'interior, especialment en les meitats nord i occidental.
La vegetació està representada per boscos caducifolis de roures (Quercus petraea) i el roure pènol (Quercus robur) amb freixedes de Fraxinus excelsior i avellanedes en terres més fresques i profundes de fons de la vall. El pis muntanyós es caracteritza per la presència de faigs i a vegades, en els Pirineus, per avetars d'Abies alba; aquests faigs i avetars ocupen les faldes fresques i amb terra profunda de les muntanyes no gaire elevades. La infuència mediterrània se sent en la presència d'alzinars amb llorer, que se situen en les crestes i muntanyes més càlides, especialment sobre terres de pedra calcària, on s'accentua la sequedat.

#### Fauna
La fauna de la península Ibèrica presenta una àmplia diversitat que es deu en gran part a dos factors, la posició geogràfica de la península Ibèrica, entre l'Atlàntic i el Mediterrani i entre Àfrica i Euràsia, i la gran diversitat d'hàbitats i biòtops, conseqüència d'una varietat considerable de climes i regions ben diferenciades.
Entre els grans carnívors destaquen dues espècies desaparegudes de bona part d'Europa Occidental: l'ós bru, que sobreviu a la serralada Cantàbrica i en certs enclavaments pirinencs, i el llop ibèric, subespècie endèmica de la Península. Encara que el carnívor més emblemàtic és sens dubte el linx ibèric, el fèlid més amenaçat de tot el continent europeu. Molt més nombroses són les poblacions de gat salvatge europeu, de guineu vermella i les d'alguns mustèlids: el teixó, el turó comú i la mostela; una mica menys nombroses són les de llúdria, marta i fagina. Els vivèrrids estan representats per la geneta comuna; i els herpèstids, per la mangosta comuna.
Els herbívors estan representats per espècies bastant esteses, com alguns cèrvids: el cérvol comú, la daina i el cabirol. Hi ha poblacions endèmiques de cabra salvatge ibèrica i reductes pirinencs i cantàbrics d'isard. També està àmpliament estès el senglar.
A Espanya és possible trobar, a més, una sèrie d'espècies ja desaparegudes en altres països europeus. Això és a causa que històricament ha estat un territori escassament poblat si se'l compara amb països com Alemanya, Regne Unit o Itàlia, tots ells de menor extensió, i a la tardana industrialització, que va fer que el declivi de nombroses espècies i l'extinció d'algunes altres fos un fenomen documentat al llarg del segle xx. També es destaquen la gran quantitat d'espècies presents a causa de la influència de la fauna africana (camaleó comú, Cursorius, eriçó clar, geneta, polla, mangosta comuna, etc.) i el nombre d'endemismes presents a les illes Balears (Ferreret, baldriga pufí baleàrica) i Canàries (colúmbids de la laurisilva, Tarentola boettgeri, Crocidura canariensis, hubara, bitxac canari, Falco pelegrinoides).
Certes espècies autòctones s'han estès per tot el món, com ho va fer en l'Antiguitat el conill (animal que va donar nom a la mateixa Espanya, segons una de les teories etimològiques) o el canari en l'edat moderna.

#### Regions biogeogràfiques i zones protegides
D'acord amb la normativa de la Unió Europea, el territori d'aquest país es divideix en tres regions biogeogràfiques: Mediterrània, atlàntica i l'arxipèlag de les Canàries, a l'oceà Atlàntic pertany a la macaronèsica.

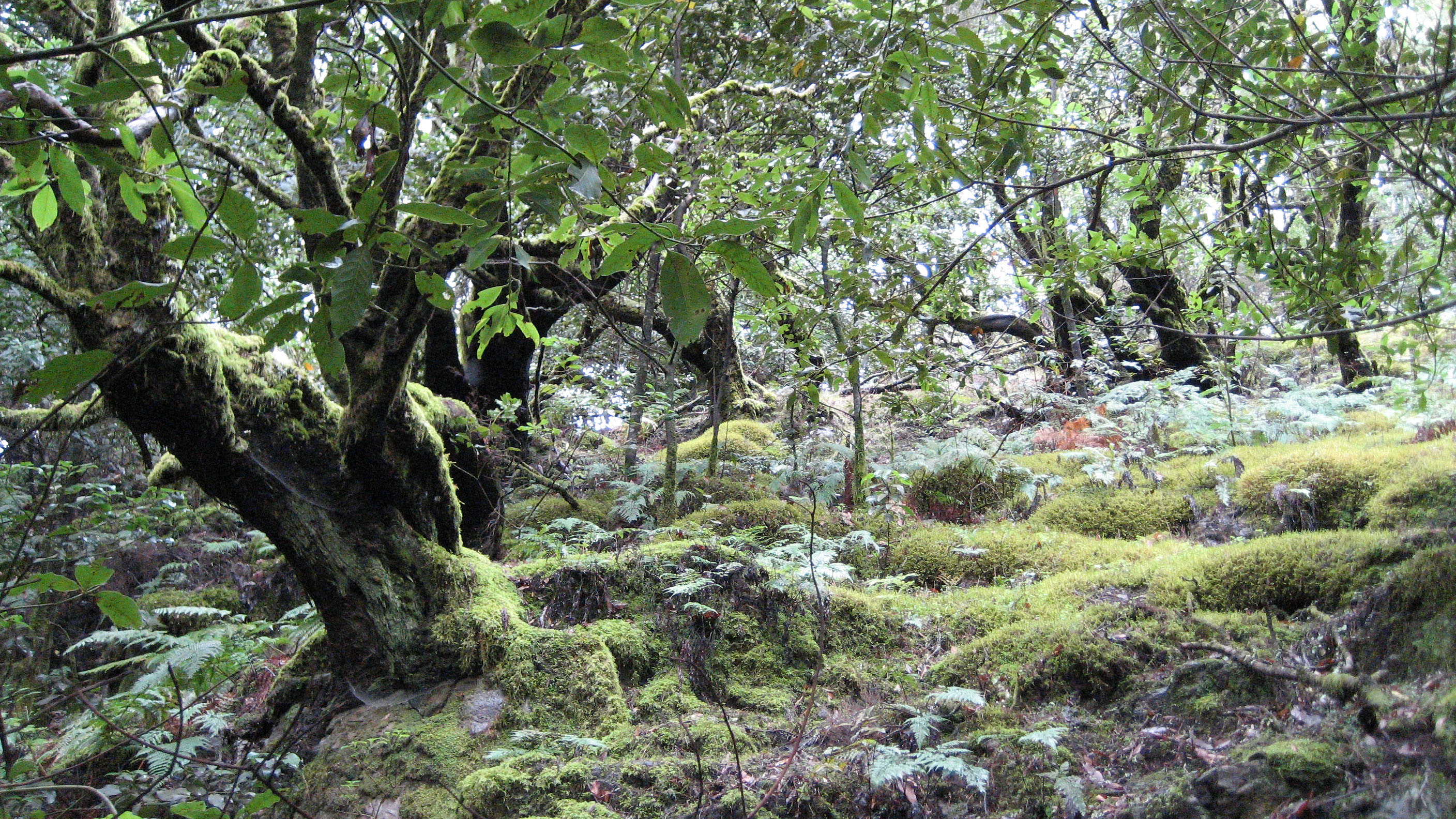
Laurisilva, Parc Nacional de Garajonay, a l'illa de la Gomera, bé natural patrimoni de la Humanitat.

A Espanya hi ha tres béns naturals patrimoni de la Humanitat: Garajonay i el Teide a les Canàries, i Doñana a Andalusia. I dos béns mixtos: "Pirineus - Mont Perdut" (1997, 1999, compartit amb França) i "Eivissa, biodiversitat i cultura" (1999).
Compta amb una quarantena de reserves de la biosfera que reflecteix la diversitat d'hàbitats, flora i fauna d'Espanya.
- D'una banda, hi ha les de la zona cantàbrica: Urdaibai, Muniellos, Somiedo, Terras do Miño, Redes, Vall de Laciana, Parc Nacional de Picos d'Europa, Babia, Àrea d'Allariz, els Valls de Omaña i Luna, Alt de Bernesga, Els Argüellos, els Ancares lleonesos i els Ancares de Lugo, el riu Eo, Oscos i Terres de Buron.
- A la zona de clima mediterrani: Grazalema, Serres de Cazorla, Segura i Las Villas, Marismas del Odiel, Sierra Nevada, Doñana, Cap de Gata-Níjar, La Manxa Humida, Conca alta del Manzanares, Menorca, Bardenas Reales, Les Deveses de Serra Bruna, Valls del Jubera, Leza, Cidacos i Alhama i Monfragüe. Amb Marroc comparteix la Reserva de la Biosfera Intercontinental de la Mediterrània.
- Zones de muntanya: Ordesa-Viñamala, Serra de les Neus i el seu entorn, Montseny, Serra del Racó, Serra d'Aracena i Pics d'Aroche, Serres de Candelario-Béjar i França.
- Finalment, a les Canàries són objecte d'aquesta especial protecció: La Palma, Lanzarote, Illa del Hierro i Gran Canària.

281.768 hectàrees del territori estan protegides com a aiguamolls d'importància internacional a l'empara del Conveni de Ramsar, en total, 63 llocs Ramsar. Té tretze parcs nacionals: Aigüestortes i Estany de Sant Maurici, l'arxipèlag de Cabrera, Cabañeros, la Caldera de Taburiente, Doñana, Garajonay, les Illes Atlàntiques de Galícia les Taules de Daimiel, Monfragüe, Ordesa i Mont Perdut, Picos d'Europa, Sierra Nevada, el Teide i Timanfaya.

#### Amenaces
El principal risc natural d'Espanya són les sequeres i la desertificació d'àmplies zones del seu territori, ja que més de dues terceres parts del mateix pertanyen a les categories susceptibles de patir desertificació: Àrees àrides, semiàrides i subhumides.
Pel que fa als problemes mediambientals, la contaminació de l'aigua del mar Mediterrani pels abocaments d'aigües residuals i altres de caràcter industrial per la producció submarina de cru i gas, la qualitat i quantitat de l'aigua per tot el país, la contaminació atmosfèrica, la desforestació i la desertificació.

## Geografia humana
Espanya té una població de 44.108.530 habitants a l'1 de gener, 2005, segons l'Institut Nacional d'Estadística (INE). En total, hi ha 22.327.661 dones (50,62%) i 21.780.869 homes (49,38%). El nombre de dones supera el nombre d'homes a totes les comunitats autònomes llevat de les Illes Balears, les Illes Canàries, Múrcia, Castella - la Manxa i les ciutats autònomes de Ceuta i Melilla.
L'esperança de vida a Espanya és de 78,71 anys; 75,25 pels homes i 82,16 per les dones.

### Municipis ordenats per nombre d'habitants
Els municipis amb més de 100.000 habitants el 2005 eren els següents: 
| - 1. Madrid 3.155.359 - 2. Barcelona 1.593.075 - 3. València 796.549 - 4. Sevilla 704.154 - 5. Saragossa 647.373 - 6. Màlaga 558.287 - 7. Múrcia 409.810 - 8. Las Palmas 378.628 - 9. Palma 375.773 - 10. Bilbao 353.173 - 11. Còrdova 321.164 - 12. Valladolid 321.001 - 13. Alacant 319.380 - 14. Vigo 293.725 - 15. Gijón 273.931 - 16. L'Hospitalet de Llobregat 252.884 - 17. La Corunya 243.349 - 18. Granada 236.982 - 19. Vitòria 226.490 - 20. Santa Cruz de Tenerife 221.567 - 21. Badalona 218.553 - 22. Elx 215.137 - 23. Oviedo 212.174 - 24. Móstoles 204.463 - 25. Cartagena 203.945 - 26. Alcalá de Henares, 197.804 - 27. Sabadell, 196.971 - 28. Jerez de la Frontera, 196.275 - 29. Fuenlabrada, 195.131 |  | - 30. Terrassa 194.947 - 31. Pamplona, 193.328 - 32. Santander, 183.955 - 33. Sant Sebastià, 182.930 - 34. Almeria, 181.702 - 35. Leganés, 181.248 - 36. Burgos 172.421 - 37. Castelló de la Plana, 167.455 - 38. Alcorcón, 162.524 - 39. Salamanca 160.331 - 40. Albacete, 159.518 - 41. Getafe, 158.363 - 42. Huelva, 145.150 - 43. Logronyo 144.935 - 44. Badajoz, 143.019 - 45. San Cristóbal de La Laguna, 141.627 - 46. Lleó, 136.414 - 47. Cadis, 131.813 - 48. Tarragona, 128.152 - 49. Lleida, 124.709 - 50. Marbella, 124.333 - 51. Santa Coloma de Gramenet, 118.129 - 52. Mataró, 116.698 - 53. Jaén, 116.540 - 54. Dos Hermanas, 112.273 - 55. Algesires, 111.283 - 56. Torrejón de Ardoz, 109.483 - 57. Ourense, 108.358 - 58. Alcobendas, 103.149 |